# Geografia della Calabria

Superficie della Calabria per zone altimetriche

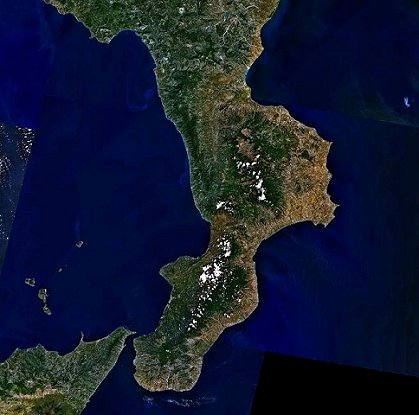
NASA: Foto orbitale della Calabria.

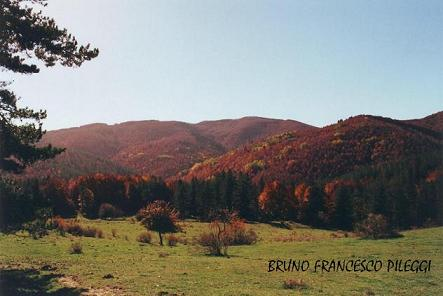
Paesaggio della Sila

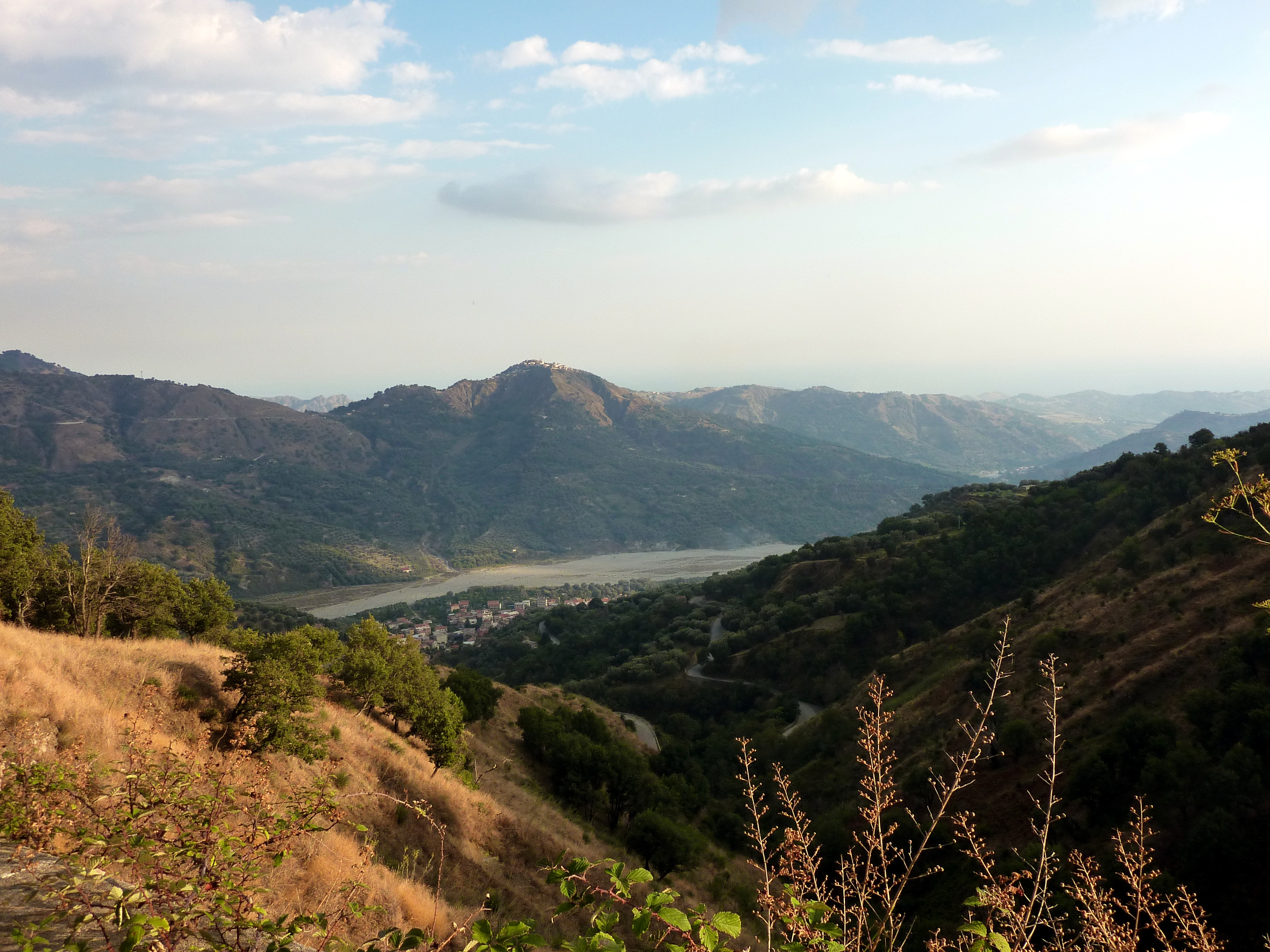
Aspromonte meridionale, vista verso Bagaladi e fiumara di Melito

La regione costituisce la punta dello stivale ed è bagnata a ovest dal Mar Tirreno, a est dal Mar Ionio, a nord-est dal golfo di Taranto e a sud-ovest è separata dalla Sicilia dallo Stretto di Messina, la cui distanza minima tra Capo Peloro in Sicilia e Punta Pezzo in Calabria è di soli 3,2 km, dovuta al legame geologico presente in profondità tra il massiccio dell'Aspromonte e la catena dei Peloritani.

## Montagne
La Calabria ha un territorio di montagna che si estende per il 41,8%. Presenta ampie zone di montagna,
a nord il versante meridionale del Massiccio del Pollino al confine con la Basilicata.
Nel nord-ovest, a sud della piana di Campotenese si elevano i cosiddetti Monti di Orsomarso e a sud del Passo dello Scalone ha luogo la Catena Costiera che si allunga tra la costa Mar Tirreno e i profondi valli dei fiumi Crati e Savuto  che la separano dall'altopiano della Sila.
Nel centro-nord la Sila, un vasto altopiano con foreste di aghifoglie e latifoglie che si estende a sud fino all'istmo di Catanzaro;
al di sotto dell'istmo di Catanzaro, iniziano le Serre calabresi, tra cui spiccano quelle vibonesi che si spingono con un doppio allineamento montuoso fino a congiungersi direttamente con l'Aspromonte; la vetta più elevata delle Serre, il Monte Pecoraro, raggiunge 1420 m;
fra le pianure di Piana di Sant'Eufemia e la Piana di Gioia Tauro si erge il gruppo del monte Poro 710 m nella zona sud della provincia di Vibo Valentia;
A sud infine si erge l'acrocoro dell'Aspromonte la cui vetta più elevata, il Montalto o monte Cocuzza che raggiunge i 1955 m.

## Pianure
Le pianure coprono il 9% del suo territorio è sono tutte di modesta estensione. Tra le più importanti ricordiamo, partendo dal Nord:
- Sul versante tirrenico:
  - la piana di Scalea.
  - la piana di Sant'Eufemia
  - la piana di Gioia Tauro
- Sul versante ionico:
  - la Piana di Sibari
  - il Marchesato di Crotone
  - la Locride

## Coste
I golfi calabresi sono:
- il golfo di Corigliano che, di fatto, fa parte del più ampio golfo di Taranto;
- il golfo di Gioia Tauro, situato sulla costa tirrenica.
- il golfo di Policastro, sulla costa tirrenica, comprendente anche Campania e Basilicata
- il golfo di Sant'Eufemia, situato sulla costa tirrenica;
- il golfo di Squillace, situato sulla costa ionica;

In Calabria sono presenti due isole, entrambe poste lungo la Riviera dei Cedri (CS), sulla costa tirrenica:
- l'Isola di Dino, di fronte alla cittadina di Praia a Mare;
- l'Isola di Cirella, di fronte a Cirella, frazione del comune di Diamante.

Vi è poi l'isolotto di Le Castella, sul litorale ionico crotonese, collegata alla spiaggia da un lembo di terra. Tra i faraglioni e gli isolotti da menzionare per grandezza e talvolta per la loro forma caratteristica vi sono lo Scoglio Incudine e lo Scoglio Cervaro nell'Alto Ionio Cosentino, lo "Scoglio dello Scorzone" di San Nicola Arcella, lo "Scoglio dell'Ulivo" a Palmi, gli "Scogli di Isca" ad Amantea, oltre ad alcuni scogli di rara bellezza nella zona di Capo Vaticano.

## Clima
Come tutte le regioni meridionali la Calabria possiede un clima mediterraneo, con estate calda e arida e inverno tiepido e piovoso, ma cambia molto di zona in zona. Lungo le zone costiere ad esempio si registra un clima estremamente mediterraneo con pochissime piogge nei mesi estivi, e abbondanti in quelli invernali. Al contrario invece nell'interno,  dove sui rilievi, come il Pollino e l'Aspromonte il clima diventa continentale freddo con significative escursioni termiche durante l'anno, e abbondanti nevicate in inverno. In queste zone sono frequenti i temporali in estate. Le temperature medie sulle coste sono tra i 19 e i 23 °C, mentre nelle zone di montagna sui 9 e 11 °C.